# Aleksej Kim

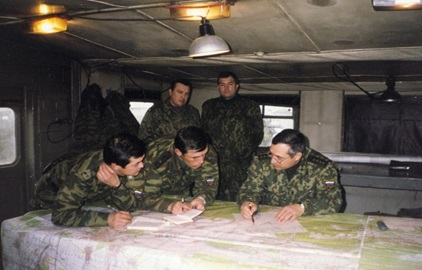
Valerij Gerasimov i mitten, Aleksej Kim till höger, 2000

Aleksej Rostislavovitj Kim (ryska: Алексей Ростиславович Ким), född 21 september 1958, är en rysk arméofficer. 
Aleksej Kim utexaminerades 1979 från Moskvas högre befälsskola, varefter han tjänstgjorde i Sovjetunionens invasionsstyrkor i Afghanistan. Han utexaminerades senare från Frunzeakademien i Moskva och tjänstgjorde i de ryska styrkorna i Tadzjikistan under inbördeskriget där samt i Andra Tjetjenienkriget.
Han utexaminerades från Rysslands försvarsmakts generalstabs militärakademi 2003. Åren 2008–2018 tjänstgjorde han vid försvarshögskolor.
Han är sedan september 2022 biträdande generalstabschef och blev i december 2020 befordrad till generalöverste.
Den 11 januari 2023 meddelade Ryska federationens försvarsministerium att generalstabschefen Valerij Gerasimov tillträtt som överbefälhavare för den ryska invasionsstyrkan efter Sergej Surovikin, samt att Aleksej Kim tillsammans med Surovikin och arméchefen Oleg Saljukov utsetts till biträdande befälhavare.